# 違反者講習
違反者講習（いはんしゃこうしゅう）とは、道路交通法道路交通法第108条の2第1項第13号に掲げる講習であり、運転免許証及びマイナ免許証（国際運転免許）を所持する者が、一定の軽微違反行為をし、ある一定の基準（道路交通法第102条の2の政令で定める基準）に該当することとなった者に対する講習である。この講習を受けなければ行政処分（免許停止処分）を受けることとなる。

## 講習の対象者
違反者講習は、免許停止の行政処分対象となった者のうち
- 免許の累積点数が6点になっている
- 累積の内容が基礎点数3点以下の軽微な違反行為である
- 過去3年間の間に、違反者講習や点数制度による免許の行政処分を受けたことがない

などの一定の条件を満たす者が受ける義務がある講習である。
簡単に言えば、6点は30日間の免許の停止の基準ではあるが、「一発6点以外のジャスト累積6点の人で3年以内に処分やこの講習を受けたことがない人は、この講習を受けることによって停止の対象とはせず、その6点分を受講後に累積しないようにする。」ということである。
受講は任意であるが、受講により
- 免許の累積点数6点分が点数計算から除外される（つまり免許の停止をされない）
- 免許の停止前歴とならない

などといった非常に有利な内容となっているため、この講習に該当することとなった場合はほぼ全員が受講を希望すると思われる。
しかし、受講しなかった場合については行政処分の短縮講習が受けることが出来ない事となる。

## 講習の概要

### 停止処分者講習（短縮講習）との違い
停止処分者講習と異なる点は、停止処分者講習が運転免許の行政処分の停止処分を受けた後に行われるのに対し、違反者講習は、運転免許の行政処分を行う前にする点である。停止処分を受ける前に講習を行うため、講習受講後の行政処分の前歴として計算されず、従って簡単に言えば、点数計算からこの6点分が外されることとなる。
しかし、免許更新時には、累積点数の有無ではなく、違反の有無について評価されるため、違反者講習を受講したからといって、ブルー免許がゴールド免許になることは無い。

### 講習の対象者
違反者講習は、希望する者がいつでも受けられるといったものではなく、公安委員会が対象者に講習の実施日時・場所などの通知し、その通知を受け取って初めて講習の対象となる。

### 講習の受講期限
違反者講習は、道路交通法第102条の2により上記の通知を受けてから1ヶ月以内に受講しなくてはこの講習を受けることは出来ず、また、講習を受けずに免許停止となった場合にはいわゆる短縮講習を受けることは出来ない。

### 違反運転者講習との違い
違反運転者講習とは、運転免許の更新時の
- 優良運転者講習（30分）
- 一般運転者講習（1時間）
- 初回更新者講習（2時間）
- 違反運転者講習（2時間、初回更新者と合同で行う場合あり）

のうちの一つであり、これは表記の違反者講習とは異なり、この違反運転者講習を受講したからといって6点が点数計算から除外されることはない。

## 講習の内容
違反者講習には、停止処分者講習や取消処分者講習と異なり、受講する者が2つのコースを選択できる。
コースには
- 社会参加活動（つまり、ボランティア活動）を含む講習
- 社会参加活動を含まない講習

の2種類がある（道路交通法施行規則第38条第13項第2号）。講習時間は6時間とされている（道路交通法施行規則第38条第13項第2号）。

### 社会参加活動を含む講習
社会参加活動を含む講習は、さらに次の二つのコースに分かれることとなっているが、都道府県により事前体験コースが行われないことがある。社会参加活動は合計3時間を
- 事前体験コース：指定した講習日にあらかじめ社会参加活動を受けた上で、別に指定された講習日に座学等を行うコース
- 当日体験コース：指定した講習日の当日に、座学等、社会参加活動の体験及び考査を行うコース

また、ボランティア活動については
- 歩行者の安全通行のための通行の補助誘導
- 交通安全の呼び掛け、交通安全チラシを配るなどの広報啓発
- 交通安全チラシ、ポスター等の作成
- カーブミラーの清掃等の道路上の環境整備
- 放置自転車の整理、撤去の補助

など、あらかじめ都道府県で決められている内容に従事することとなる。

### 社会参加活動を含まない講習
指定日の当日において、座学等、実車による指導・運転シミュレーター操作による指導及び考査を行うコース

## 関係法令等

### 法律等
- 道路交通法第108条の2第1項第13号
- 道路交通法第102条の2
- 道路交通法第103条本文
- 道路交通法第108条の3の2
- 道路交通法施行令第37条の8
- 道路交通法施行規則第38条第13項第2号

### 関係通達
- 警察庁通達・違反者講習の運用について